# 키이우주
키이우주(우크라이나어: Київська область)는 우크라이나 북부에 위치한 주로 주도는 우크라이나의 수도 키이우(키예프)이며 면적은 28,131km2, 인구는 1,755,497명(2006년 기준)이다.
키이우 시 전체를 완전히 둘러싸고 있다. 서쪽으로는 지토미르주, 북쪽으로는 벨라루스 호멜 주, 북동쪽으로는 체르니히우주, 동쪽으로는 폴타바주, 남쪽으로는 체르카시주, 남서쪽으로는 빈니차주와 접한다. 1986년 4월 26일 이 곳에 있던 체르노빌 원자력 발전소가 폭발하는 사고가 발생했다.

## 행정 구역
- 행정 중심지 1개 (키이우)
- 행정구 (라이온) 25개
- 취락 1,183개 (하위 행정 구역 포함):
  - 마을 1,127개
  - 시 56개 (하위 행정 구역 포함):
    - 도시형 취락 30개
    - 도시 26개 (하위 행정 구역 포함):
      - 주 관할 도시 12개
      - 행정구 관할 도시 14개
- 셀소베트 605개